# Odintsovo
Odintsovo (em russo:  Одинцо́во) é uma cidade na Rússia, no oblast de Moscou. 
População: 130.100 mil habitantes (2007).
A cidade fica a 24 km a oeste da capital. Já em 1627 havia presença de população neste território.

## Pessoas ligadas a Odintsovo
- Olga Budina, (1975), atriz

## Galeria fotográfica

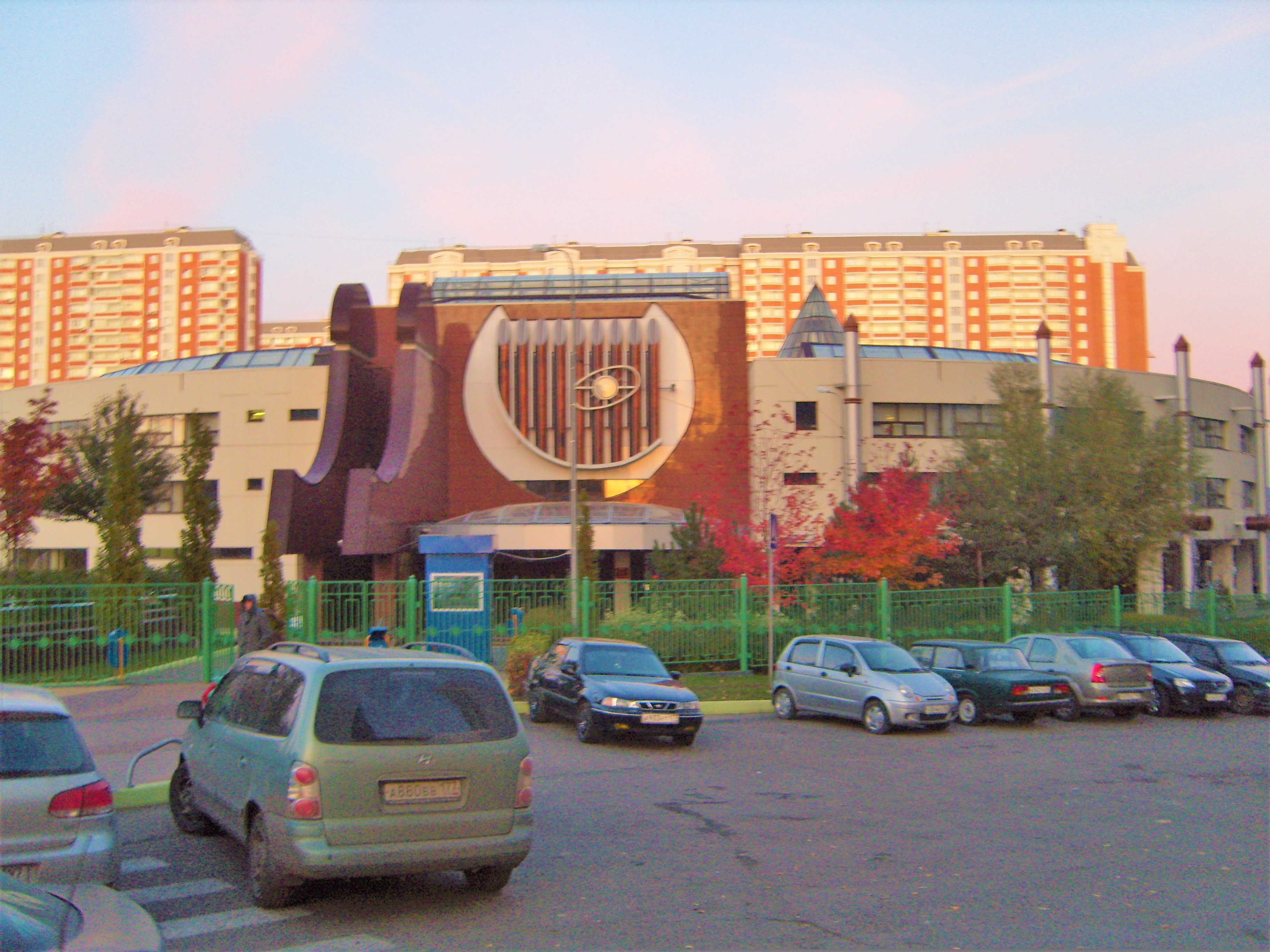
A nova Escola de Odintsovo
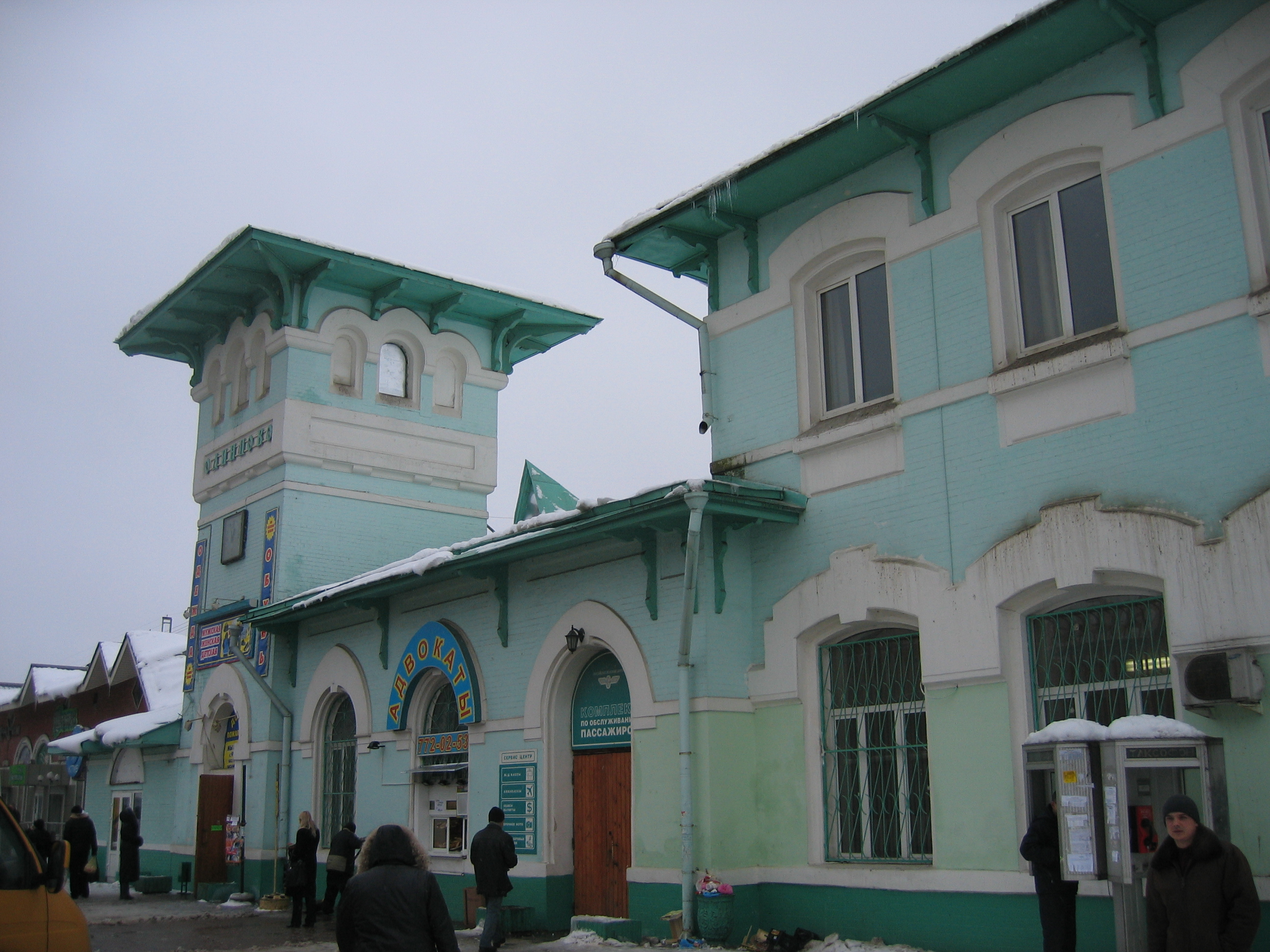
A velha Estação
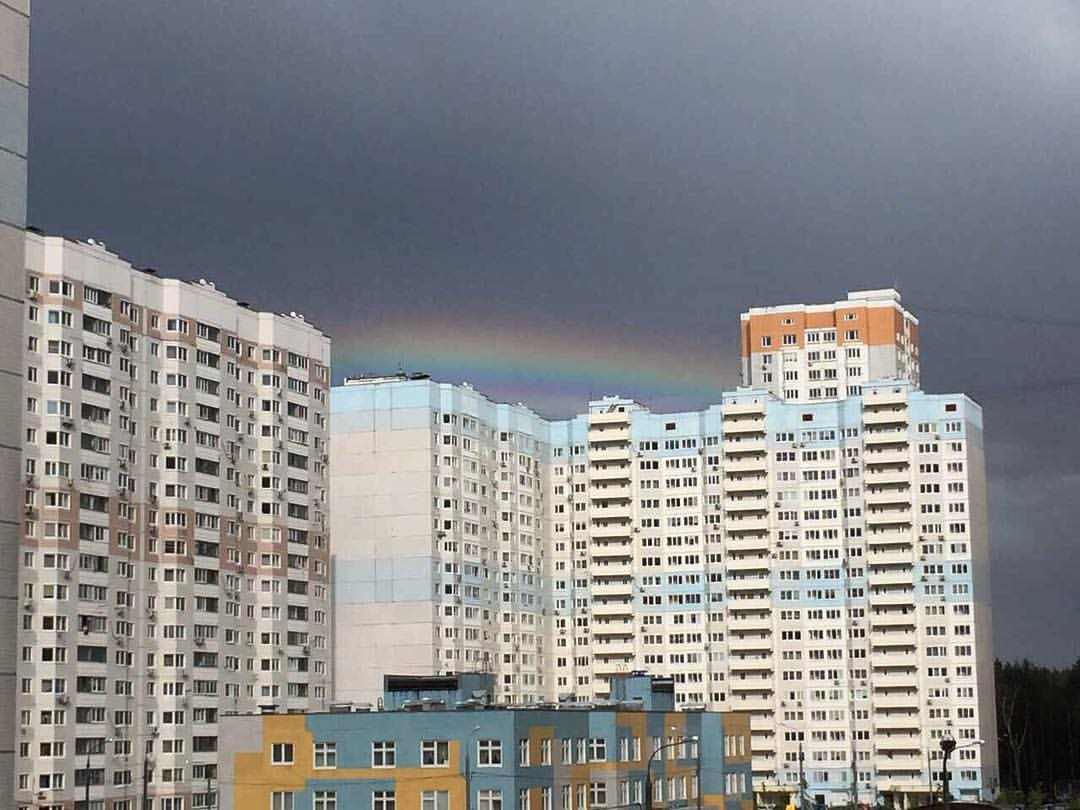
Complexo residencial em Odintsovo